# Balmazújvárosi FC
Balmazújvárosi FC, ook bekend onder de sponsornaam Balmaz Kamilla Gyógyfürdő of Balmazújváros Sport, was een Hongaarse voetbalclub uit Balmazújváros.

## Geschiedenis
De club werd in 1996 opgericht als amateurvereniging en de naam verwijst naar een voormalige club met deze naam die in 1912 opgericht werd. In 2011 nam de gemeente Balmazújváros de club over en de licentie in de Nemzeti Bajnokság II van het net gepromoveerde Bőcs KSC werd gekocht. In het seizoen 2016/17 eindigde de club als tweede en promoveerde naar de Nemzeti Bajnokság. De club slaagde er echter niet in om zich te handhaven nadat het gelijk eindigde met Dyosgyori FC maar op basis van het onderlinge resultaat degradeerde. 
Voor aanvang van het seizoen 2019/20 tekende zich forse financiële problemen af. Balmazújvárosi startte de competitie nog wel met een vooral uit jeugdspelers bestaand team maar medio augustus 2019 werd de speellicentie ingenomen en de club uit de competitie gehaald.

## Eindklasseringen vanaf 2008
| 8 |

| 6 |

| 4 |

| 2 |

| 8 |

| 4 |

| 8 |

| 13 |

| 5 |

| 2 |

| 11 |

| 17 |

| NB I | NB II | NB III |